# Nothomiza aegriviridis
Nothomiza aegriviridis là một loài bướm đêm trong họ Geometridae.